# Dohrniphora tarsalis
Dohrniphora tarsalis är en tvåvingeart som beskrevs av Borgmeier 1969. Dohrniphora tarsalis ingår i släktet Dohrniphora och familjen puckelflugor. Inga underarter finns listade i Catalogue of Life.